# 南部テレビ中継局
南部テレビ中継局（なんぶテレビちゅうけいきょく）は、山梨県南巨摩郡南部町にある、テレビ放送の中継局である。

## 概要
- 当中継局は、山梨県内テレビ3局の電波を発射し、南部町（旧南部町）の一部をエリアとしている。

## 中継局概要

### デジタルテレビ放送
| リモコン 番号 | 放送局名       | チャンネル 番号 | 空中線 電力 | ERP   | 偏波面   | 放送対象 地域 | 放送区域 内世帯数 | 運用開始日    |
| ------------- | -------------- | --------------- | ----------- | ----- | -------- | ------------- | ----------------- | ------------- |
| 1             | NHK 甲府総合   | 41              | 0.3W        | 1.65W | 水平偏波 | 山梨県        | 1,496世帯         | 2008年 8月1日 |
| 2             | NHK 甲府教育   | 46              | 0.3W        | 1.65W | 水平偏波 | 全国          | 1,496世帯         | 2008年 8月1日 |
| 4             | YBS 山梨放送   | 47              | 0.3W        | 1.45W | 水平偏波 | 山梨県        | 1,496世帯         | 2008年 8月1日 |
| 6             | UTY テレビ山梨 | 44              | 0.3W        | 1.45W | 水平偏波 | 山梨県        | 1,496世帯         | 2008年 8月1日 |

- 山梨県内のテレビ3局による共同建設。

### アナログテレビ放送
| チャンネル 番号 | 放送局名       | 空中線 電力       | ERP                 | 偏波面   | 放送対象 地域 | 放送区域 内世帯数 | 運用開始日 |
| --------------- | -------------- | ----------------- | ------------------- | -------- | ------------- | ----------------- | ---------- |
| 49              | NHK 甲府教育   | 映像3W/ 音声750mW | 映像14.5W/ 音声3.7W | 水平偏波 | 全国          | -                 | -          |
| 51              | NHK 甲府総合   | 映像3W/ 音声750mW | 映像14.5W/ 音声3.7W | 水平偏波 | 山梨県        | -                 | -          |
| 53              | YBS 山梨放送   | 映像3W/ 音声750mW | 映像14.5W/ 音声3.7W | 水平偏波 | 山梨県        | -                 | -          |
| 55              | UTY テレビ山梨 | 映像3W/ 音声750mW | 映像14.5W/ 音声3.7W | 水平偏波 | 山梨県        | -                 | -          |

- 2011年7月24日をもってすべて廃止された。

## その他
- 当中継局電波を受信している南部町と、旧身延町の一部では、静岡県のテレビ放送の電波も受信できる地域があり、UHFアンテナを増設しなくても、地上デジタル放送を楽しむことができる（ただし、詳細なチャンネル設定が必要）。